# Antillochernes floridensis
Antillochernes floridensis es una especie de arácnido  del orden Pseudoscorpionida de la familia Chernetidae.

## Distribución geográfica
Se encuentra en Florida (Estados Unidos).